# Meteoryt Kłodawa
Meteoryt Kłodawa – obiekt wydobyty z głębokości 243 m w czasie wiercenia otworu geologicznego w 1986. Oznaczony jako meteoryt żelazny. Rok później został opisany w literaturze naukowej, podano tam, że składa się głównie z kamacytu i cohenitu, przy znikomej zawartości niklu i znacznej zawartości substancji węglistej. Okaz został przekazany do Muzeum Geologicznego Państwowego Instytutu Geologicznego w Warszawie. Był traktowany jako unikat, ze względu na znalezienie go nie na powierzchni ziemi, a na znacznej głębokości.
Badania wykonane w 2007 zweryfikowały pierwotny opis. Badanie to potwierdziło brak lub znikomy udział typowych dla meteorytów żelaznych: niklu, oliwinu i platynowców, a przede wszystkim ustaliło, że żelazo w obiekcie nie jest kamacytem, lecz wysokiej jakości stalą, podobnie węglik żelaza nie ma składu cohenitu. Te dane oraz inne geochemiczne wraz z obserwacjami struktury znaleziska pozwoliły wykluczyć meteorytowe pochodzenie znaleziska. Udowodniły one, że obiekt znaleziony w wierceniu jest pochodzenia antropogenicznego i jest to prawdopodobnie fragment urwanego świdra i ewentualnie dolnej części przewodu wiertniczego, rozdrobniony i przerobiony w czasie przewiercania się przez niego w kolejnej fazie wiercenia.
W tej sytuacji tzw. „meteoryt Kłodawa” został skreślony zarówno z katalogów meteorytowych jak i ze zbiorów muzealnych. Tym niemniej jest on dalej w kolekcji muzealnej, ale jako jeden z licznych przykładów błędnie oznaczonych jako meteoryty obiektów, niemających kosmicznego pochodzenia.